# Tammi Baltin
Tammi Baltin je erotická modelka, která původně pracovala jako tanečnice na tyči, barmanka nebo i asistentka.

## Život
Když jí bylo 57 let (2017), skončil její dvacetiletý partnerský vztah. Pohybovala se v tu dobu na sociálních sítích, kde jí muži začali obdivovat a dávali jí nabídky se sexuálním podtextem. Rozhodla se nabídky využít a ve věku šedesáti let se stala takzvanou „cam girl“, tedy ženou, která za úplatu předvádí sexuální pozice, jež přenáší prostřednictvím videa na internetu. Mezi její diváky patří svobodní či ženatí muži ve věku mezi 18 a 35 lety. Za jednu hodinu produkce si vydělá až 4500 korun. Příznivci u ní oceňují předně její pružné nohy, včetně jejích chodidel. Na videu se ale objevuje i v různých kostýmech či pouze ve spodním prádle. Charakteristická je vlasy s přelivem modré barvy, několika tetováními a piercingem umístěným v nosní přepážce (septum) a v jazyku.
Během svého života byla Baltin čtyřikrát provdána a je matkou jednoho syna, s nímž však kvůli odlišným politickým a náboženským názorům není v kontaktu. O své zálibě a zdroji finančních příjmů nehovoří ani s přáteli, se kterými raději probírá hudbu a tanec.